# Josip Broz Tito

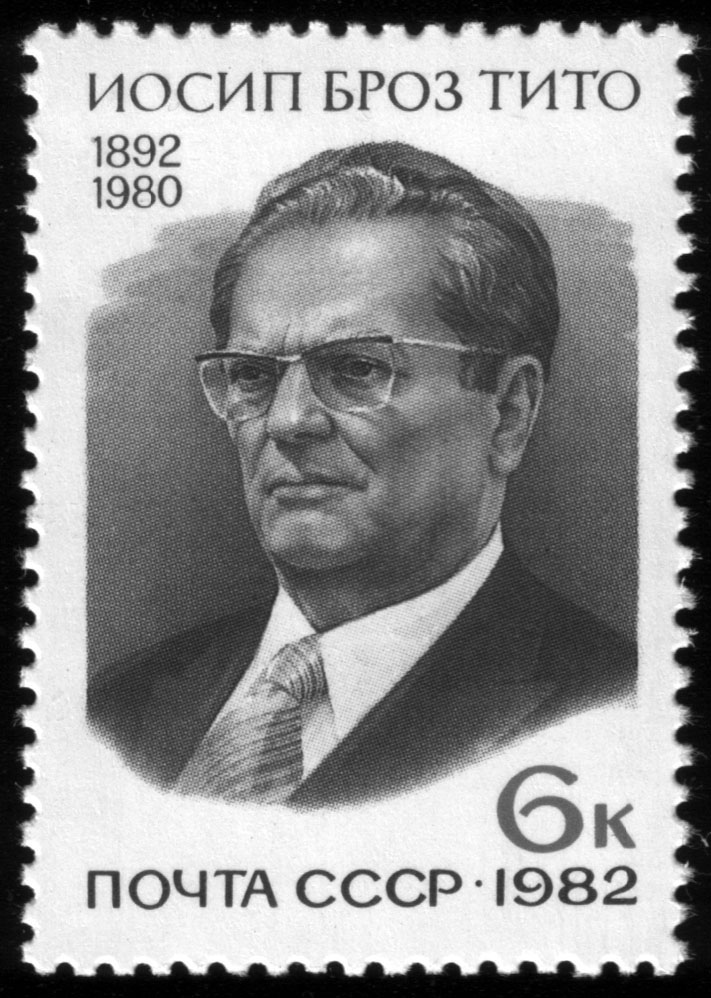
Tito op een postzegel (1982) van de Sovjet-Unie (Michel № 5151, Scott № 5019)

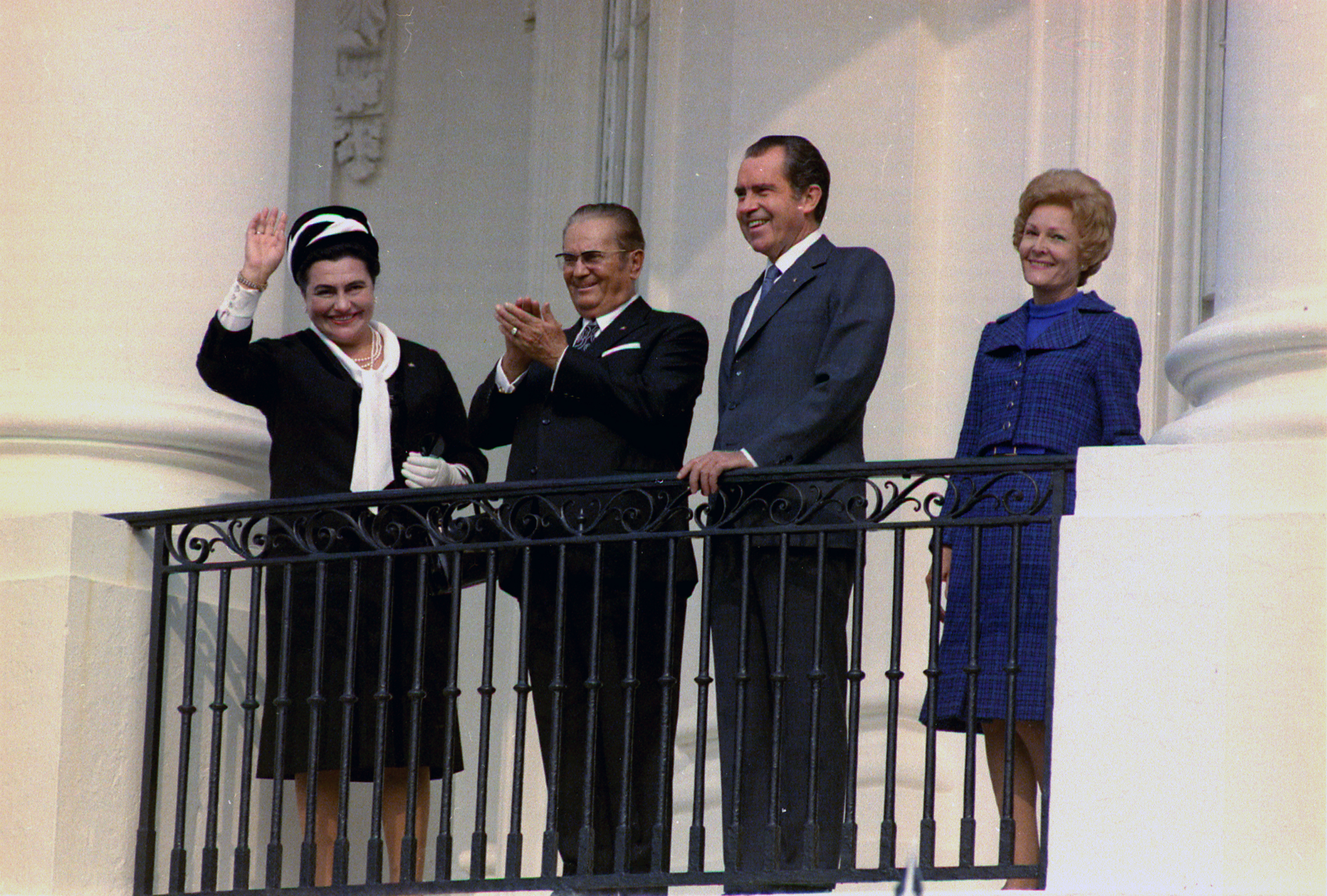
Tito op bezoek bij de Amerikaanse president Richard Nixon in het Witte Huis, 1971

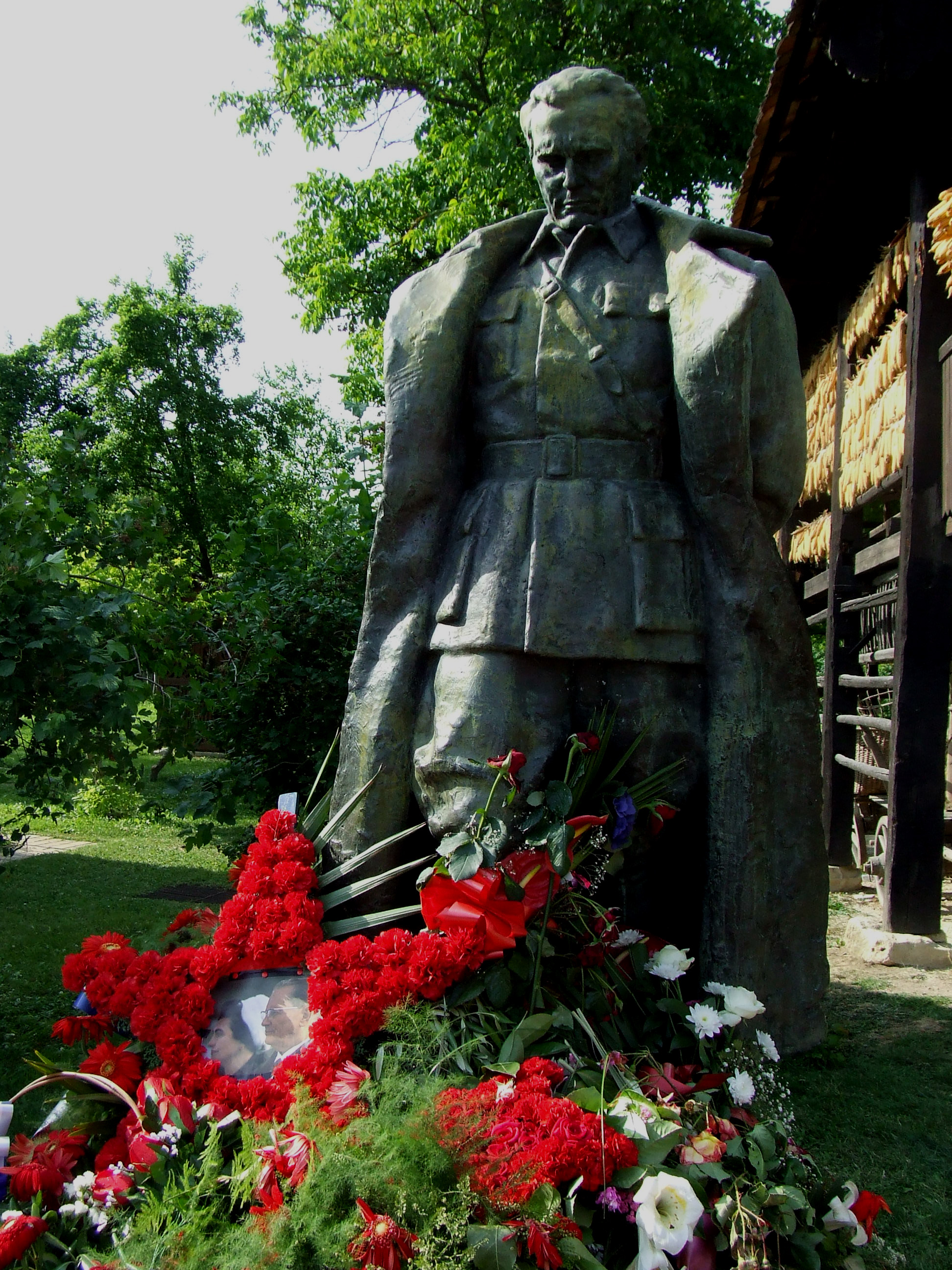
Standbeeld van Tito

Josip Broz, bijgenaamd (maarschalk) Tito (Servo-Kroatisch: Јосип Броз Тито) (Kumrovec, 7 mei 1892 – Ljubljana, 4 mei 1980) was een Joegoslavisch politicus en partizanenleider. Van 1953 tot 1980 was hij de president van de Socialistische Federale Republiek Joegoslavië.

## Vroege carrière
Josip Broz was afkomstig uit een Kroatisch-Sloveens boerengezin. De jonge Tito sloot zich, toen hij rond 1910 werkzaam was als metaalbewerker, aan bij de socialistische beweging in het Kroatische Zagreb, dat nog deel uitmaakte van het keizerrijk Oostenrijk-Hongarije. Tijdens de Eerste Wereldoorlog diende hij in het Oostenrijks-Hongaarse leger aan het Russische front, waar hij krijgsgevangene werd gemaakt. Wat Tito in latere jaren zorgvuldig heeft weten te verbergen was dat hij in het begin van de oorlog ook aan het Servische front heeft gediend.
In Rusland maakte Tito de Oktoberrevolutie mee en ging hij over tot het communisme. In 1920 keerde Tito terug naar zijn vaderland, dat inmiddels een Zuid-Slavisch koninkrijk geworden was. In 1928 werd hij secretaris van de (verboden) Communistische Partij van Zagreb, en belandde voor vijf jaar in de gevangenis. Deze gevangenisstraf bleek achteraf een geluk voor Tito: enige tijd na Tito's veroordeling werd het beleid jegens communisten repressiever waarbij executies niet werden geschuwd. Terwijl zijn kameraden stierven zat Tito in de gevangenis.
Vervolgens vertrok Tito naar de Sovjet-Unie, waar hij lid werd van het Politbureau van de partij. Dit was waarschijnlijk een van de naargeestigste perioden in zijn leven. De Sovjet-Unie werd beheerst door Stalins Grote Zuivering waarbij men niet aarzelde om eveneens leden van buitenlandse communistische partijen in ballingschap op te pakken en te executeren bij de minste of geringste verdenking. Hieronder vielen o.a. de top van zowel de Poolse als de Joegoslavische partij. Omdat Tito ervoor zorgde niet op te vallen ontkwam hij aan de zuiveringen en kon zo de partijtop bereiken. In 1937 werd hij secretaris-generaal van de partij, waarna hij in opdracht van de Komintern begon te werken aan een reorganisatie van het partijapparaat.

## Tweede Wereldoorlog en partizanenstrijd
In 1941 vielen Duitse, Italiaanse en Hongaarse troepen Joegoslavië binnen. Na de capitulatie werd het land opgedeeld. Ook Bulgarije kreeg delen van Joegoslavië toegewezen. Direct kwam het verzet in actie. Ook Tito nam de wapens tegen de bezettingsmachten op, alsmede tegen binnenlandse collaborateurs. Langzaamaan groeide zijn partizanenbeweging uit tot de sterkste verzetsorganisatie van het land. Het bergachtige terrein van Joegoslavië maakte een guerrillastrijd tegen de buitenlandse indringers mogelijk, hoewel de Duitsers acties van de partizanen zeer gewelddadig vergolden. Tito zelf ontsnapte verscheidene malen ternauwernood aan de dood bij doelbewuste operaties van de Duitsers hem te doden of in handen te krijgen.
De partizanen organiseerden in de bevrijde gebieden comités die optraden als voorlopige regering. Tijdens twee bijeenkomsten, in Bihać op 26 november 1942 en in Jajce op 29 november 1943, werden de contouren geschetst voor een naoorlogs federaal Joegoslavië middels de oprichting van de AVNOJ. Ook werd Tito benoemd tot maarschalk.
Hoewel de beloofde substantiële hulp van de Sovjet-Unie op zich liet wachten, wist Tito als leider van het verzet uiteindelijk de overwinning te behalen, mede door westerse diplomatieke en militaire steun. In eigen land leek hij voor alle partijen een aanvaardbare figuur, omdat hij de verschillende etnische groepen van Joegoslavië een grote mate van autonomie beloofde.

## 'Joegoslavische Derde Weg'
Na de Tweede Wereldoorlog vestigde Tito (vanaf 1945 premier, en sedert 1954 president) snel de alleenheerschappij voor de Communistische Partij. De eerste drie jaren van zijn heerschappij voerde Tito collectivisaties en andere maatregelen in die niet voor die van de Sovjet-Unie onderdeden. De geheime dienst, de OZNA, speurde de straten af naar fascisten, collaborateurs, ex-Ustaše en ex-Četniks. In deze jaren werd Tito als de trouwste volgeling van Stalin gezien.
Toch was dit maar schijn. De Joegoslavische maatregelen maakten de Russische leiders zelfs zenuwachtig, omdat ze op zijn minst suggereerden dat Joegoslavië ideologisch gelijkwaardig was aan de Sovjet-Unie. In 1948 kwam het tot een breuk met de Sovjet-Unie, onder meer door een meningsverschil met Stalin. Toen deze bleef volhouden dat Joegoslavië dankzij de Sovjet-Unie was bevrijd, opperde Tito dat Joegoslavië zichzelf had bevrijd. Ook was Tito het niet eens met de economische maatregelen die Stalin in het Oostblok trachtte door te voeren. Die maatregelen waren goed voor de Sovjet-Unie, maar niet voor Joegoslavië. Zoals in meerdere gevallen wenste de Sovjet-Unie dat Joegoslavië een leverancier van voedselproducten en grondstoffen aan de Sovjet-Unie werd, terwijl Tito wilde industrialiseren en zich vooral niet economisch afhankelijk van de Sovjet-Unie wilde maken.
De ware steen des aanstoots was een voorstel om met Bulgarije en Albanië een unie aan te gaan. Deze landen zouden als deelrepublieken tot Joegoslavië toetreden. Het idee dat Oostbloklanden dit uit zichzelf en zonder toestemming van Stalin konden was voor Moskou te gek voor woorden. Stalin trachtte de landen terug te fluiten. Enver Hoxha van Albanië en Georgi Dimitrov van Bulgarije erkenden hun vergissing, maar Tito bleef Moskou weerstaan.
Het feit dat Joegoslavië zich daarna, tegen de druk van de Sovjet-Unie in, wist te handhaven en binnen het communisme een eigen koers bleef varen, deed Tito's aanzien in binnen- en buitenland sterk toenemen. Toen hij in 1950 arbeiderszelfbestuur in de Joegoslavische bedrijven afkondigde, creëerde hij daarmee een antimodel tegen het stalinisme. Nu werden de aanhangers van Stalin door de OZNA naar de kampen gestuurd.

## Beweging van Niet-Gebonden Landen
In de internationale politiek streefde Tito naar een ‘blokvrije’ positie voor Joegoslavië. Hij was een van de initiatiefnemers en inspiratoren van de conferenties van de Beweging van Niet-Gebonden Landen, aanvaardde economische steun van alle kanten en keerde zich niet alleen tegen de ideologische pretenties van China en Albanië, maar bekritiseerde ook het Sovjet-Russische optreden na de Hongaarse Opstand (1956) en de Praagse Lente (Tsjecho-Slowakije, 1968). In eigen land bestreed Tito onder meer oppositie van Djilas en Ranković.
Sedert het begin van de jaren 70 stak het probleem van etnische en ideologische tegenstellingen opnieuw de kop op in Joegoslavië. Tito reageerde daarop enerzijds met zuiveringen in de partij en anderzijds met de in 1974 afgekondigde federale grondwet, waarin de dominante positie van Servië enigszins werd ingeperkt door de autonome provincies Kosovo en Vojvodina feitelijk gelijk te stellen aan de zes republieken. Hij volgde tegelijkertijd een hardere lijn tegen zijn opposanten.

## Overlijden van Tito en de federatie
Tito overleed op 4 mei 1980. Hij ging de geschiedenis in als de communistische leider die de Russische opmars naar het westen een halt wist toe te roepen: hij weekte zijn land los van het Oostblok, volgde zijn eigen weg en gaf het communisme in Joegoslavië een eigen gestalte. Hij groeide van partizanenleider uit tot een politiek leider. Als president voor het leven voerde Tito een dictatoriaal bewind, dat hem in staat stelde onrust te onderdrukken en politieke tegenstanders voor tientallen jaren de mond te snoeren. Na de dood van Tito leidden ideologische en vooral etnische spanningen tot gewelddadige confrontaties: zijn levenswerk bleek daar uiteindelijk niet tegen bestand. Vanaf 1986, het jaar waarin het nationalisme in Servië de overhand kreeg, dreven de binnenlandse republieken uit elkaar. In de jaren 90 leidden de eeuwenoude tegenstellingen tussen Serviërs, Albanezen, Kroaten en Bosniërs tot het uiteenvallen van de Joegoslavische statenbond (zie: Oorlogen in Joegoslavië).

## Onderscheidingen
Tito was als één der oprichters van de Beweging van Niet-Gebonden Landen en als regeringschef van een land dat op de grens van het Oostblok en West-Europa lag een graag geziene gast in het Westen. Hij bezocht tal van hoofdsteden en verleende en ontving veel onderscheidingen. Zo was hij ook ridder-grootkruis in de Orde van de Nederlandse Leeuw, de (in 1970 door Luxemburg verleende) Orde van de Gouden Leeuw van Nassau en grootlint in de Leopoldsorde.
Van Tito is een citaat overgeleverd: "Mensen vonden het leuk om mij ridderorden en onderscheidingen te geven, ik beleefde daar ook veel plezier aan". Zie voor meer informatie de lijst van ridderorden en onderscheidingen van maarschalk Tito.

## Trivia
- Voor de (bij)naam 'Tito' bestaan verschillende verklaringen. Tito's biograaf Vladimir Dedijer stelde dat de naam afgeleid is van de Kroatische schrijver Tituš Brezovački. Een andere mogelijke herkomst is de naam van de Romeinse keizer Titus. Fitzroy Maclean beweerde in zijn boek Eastern Approaches dat de naam een samentrekking was van de Servo-Kroatische woorden ti ('jij') en to ('dat'), naar de kortaangebonden manier ('jij dat!') waarop hij als guerrillaleider taken zou verdelen. Maclean gaf later toe dat dit apocrief was.
- Tito had van de Komintern de schuilnaam 'Walter' gekregen, omdat hij een Walther PPK-pistool droeg. Tito had een hekel aan deze naam, en Stalin sprak Tito dan ook met deze naam aan wanneer hij hem wilde kleineren. Bij de NKVD en KGB stond hij aanvankelijk bekend onder de codenaam 'Adelaar' en na het schisma tussen Stalin en Tito onder de naam 'Zwarte Kraai'.

- Bibsys: 90164147
- Biblioteca Nacional de Chile: 000071367
- Biblioteca Nacional de España: XX1137105
- Bibliothèque nationale de France: cb120753467 (data)
- Catàleg d'autoritats de noms i títols de Catalunya: 981058521645806706
- CiNii: DA01899779
- Gemeinsame Normdatei: 118622935
- International Standard Name Identifier: 0000 0001 2123 6491
- Library of Congress Control Number: n80126204
- MusicBrainz: 01e894c6-7a97-476f-969b-333274685c6b
- National Archives and Records Administration: 10568718
- Bibliotheek van het Japanse parlement: 00458833
- Nationale Bibliotheek van Tsjechië: jn20000701821
- Nationale bibliotheek van Australië: 35218867
- Nationale Bibliotheek van Israël: 987007294197005171
- Nationale Bibliotheek van Polen: a0000001183472
- Nationale en Universitaire bibliotheek Zagreb: 000001743
- Nederlandse Thesaurus van Auteursnamen: 184836964
- Russische Staatsbibliotheek: 000082447
- Istituto Centrale per il Catalogo Unico: SBLV171170
- LIBRIS: 199682
- SNAC: w6rw1fr7
- Système universitaire de documentation: 027349047
- Trove: 870121
- Virtual International Authority File: 22165595
- WorldCat: E39PBJB4d4wmJJvp8cHQ4HbDbd